# Oponešice
Oponešice är en ort i Tjeckien.   Den ligger i regionen Vysočina, i den centrala delen av landet, 150 km sydost om huvudstaden Prag. Oponešice ligger 490 meter över havet och antalet invånare är 178.
Terrängen runt Oponešice är platt, och sluttar söderut.Runt Oponešice är det glesbefolkat, med 16 invånare per kvadratkilometer. Närmaste större samhälle är Jemnice, 6,3 km väster om Oponešice. I omgivningarna runt Oponešice växer i huvudsak blandskog.